# Тейлор Фріц
Тейлор Фріц (англ. Taylor Fritz) — американський тенісист, олімпійський медаліст.
Бронзову олімпійську медаль Фріц виборов на Паризькій олімпіаді 2024 року в чоловічому парному турнірі.

## Статистика

### Виступи в мейджорах
| W | Ф | ПФ | ЧФ | #Р | КТ | К# | P# | DNQ | A | Z# | PO | G | S | B | NMS | NTI | P | NH |

Станом на кінець Вімблдонського турніру 2024.
| Турнір          | 2014 | 2015 | 2016 | 2017 | 2018 | 2019 | 2020 | 2021 | 2022 | 2023 | 2024 | SR     | W–L   | Win% |
| --------------- | ---- | ---- | ---- | ---- | ---- | ---- | ---- | ---- | ---- | ---- | ---- | ------ | ----- | ---- |
| Australian Open | A    | A    | 1к   | 1к   | К2   | 3к   | 3к   | 3к   | 4к   | 2к   | ЧФ   | 0 / 8  | 14–8  | 64%  |
| French Open     | A    | A    | 1к   | A    | 1к   | 2к   | 3к   | 2к   | 2к   | 3к   | 4к   | 0 / 8  | 10–8  | 56%  |
| Wimbledon       | A    | A    | 1к   | 1к   | 2к   | 2к   | NH   | 3к   | ЧФ   | 2к   | ЧФ   | 0 / 8  | 13–8  | 62%  |
| US Open         | К1   | К1   | 1к   | 2к   | 3к   | 1к   | 3к   | 2к   | 1к   | ЧФ   |      | 0 / 8  | 10–8  | 56%  |
| Виграші-Поразки | 0–0  | 0–0  | 0–4  | 1–3  | 3–3  | 4–4  | 6–3  | 6–4  | 8–4  | 8–4  | 11–3 | 0 / 32 | 47–32 | 59%  |

## Значні фінали

### Фінали турнірів Masters 1000

#### Одиночний розряд: 1 титул
| Результат | Рік  | Турнір            | Поверхня | Супротивник    | Рахунок       |
| --------- | ---- | ----------------- | -------- | -------------- | ------------- |
| Перемога  | 2022 | Indian Wells Open | Хард     | Рафаель Надаль | 6–3, 7–6(7–5) |

### Розіграш олімпійських медалей

#### Парний розряд: 1 бронзова медаль
| Результат | Рік  | Турнір                                           | Поверхня | Партнер   | Супротивники              | Рахунок  |
| --------- | ---- | ------------------------------------------------ | -------- | --------- | ------------------------- | -------- |
| Bronze    | 2024 | Теніс на літніх Олімпійських іграх 2024, Франція | Грунт    | Томмі Пол | Томаш Махач Адам Павласек | 6–3, 6–4 |

## Фінали турнірів ATP

### Одиночний розряд: 18 (10 титулів, 8 поразок)
| Легенда                      |
| ---------------------------- |
| Турніри Великого шлему (0–1) |
| Фінал ATP (0–1)              |
| Тур ATP Мастерс 1000 (1–0)   |
| Тур ATP 500 (1–1)            |
| Тур ATP 250 (8–5)            |

| Фінали за покриттям |
| ------------------- |
| Тверде (5–7)        |
| Ґрунт (0–1)         |
| Трава (5–0)         |

| Фінали за умовами |
| ----------------- |
| Під небом (9–5)   |
| У залі (0–3)      |

| Результат | В-П  | Дата     | Турнір                                        | Tier         | Покриття   | Опонент           | Рахунок                 |
| --------- | ---- | -------- | --------------------------------------------- | ------------ | ---------- | ----------------- | ----------------------- |
| Поразка   | 0–1  | Лют 2016 | Memphis Open, США                             | ATP 250      | Тверде (i) | Нісікорі Кей      | 4–6, 4–6                |
| Перемога  | 1–1  | Чер 2019 | Eastbourne International, Велика Британія     | ATP 250      | Трава      | Сем Кверрі        | 6–3, 6–4                |
| Поразка   | 1–2  | Лип 2019 | Atlanta Open, США                             | ATP 250      | Тверде     | Алекс де Мінор    | 3–6, 6–7(2–7)           |
| Поразка   | 1–3  | Сер 2019 | Los Cabos Open, Мексика                       | ATP 250      | Тверде     | Дієго Шварцман    | 6–7(6–8), 3–6           |
| Поразка   | 1–4  | Лют 2020 | Abierto Mexicano TELCEL, Мексика              | ATP 500      | Тверде     | Рафаель Надаль    | 3–6, 2–6                |
| Поразка   | 1–5  | Жов 2021 | St. Petersburg Open, Росія                    | ATP 250      | Тверде (i) | Марин Чилич       | 6–7(3–7), 6–4, 4–6      |
| Перемога  | 2–5  | Бер 2022 | Indian Wells Open, США                        | Masters 1000 | Тверде     | Рафаель Надаль    | 6–3, 7–6(7–5)           |
| Перемога  | 3–5  | Чер 2022 | Eastbourne International, Велика Британія (2) | ATP 250      | Трава      | Максім Крессі     | 6–2, 6–7(4–7), 7–6(7–4) |
| Перемога  | 4–5  | Жов 2022 | Japan Open, Японія                            | ATP 500      | Тверде     | Френсіс Тіафо     | 7–6(7–3), 7–6(7–2)      |
| Перемога  | 5–5  | Лют 2023 | Delray Beach Open, США                        | ATP 250      | Тверде     | Міомір Кецмановіч | 6–0, 5–7, 6–2           |
| Перемога  | 6–5  | Лип 2023 | Atlanta Open, США                             | ATP 250      | Тверде     | Александар Вукич  | 7–5, 6–7(5–7), 6–4      |
| Перемога  | 7–5  | Лют 2024 | Delray Beach Open, США (2)                    | ATP 250      | Тверде     | Томмі Пол         | 6–2, 6–3                |
| Поразка   | 7–6  | Кві 2024 | BMW Open, Німеччина                           | ATP 250      | Ґрунт      | Ян-Леннард Штруфф | 5–7, 3–6                |
| Перемога  | 8–6  | Чер 2024 | Eastbourne International, Велика Британія (3) | ATP 250      | Трава      | Макс Перселл      | 6–4, 6–3                |
| Поразка   | 8–7  | Сер 2024 | Відкритий чемпіонат США з тенісу, США         | Grand Slam   | Тверде     | Яннік Сіннер      | 3–6, 4–6, 5–7           |
| Поразка   | 8–8  | Лис 2024 | Фінал ATP, Італія                             | ATP Фінали   | Тверде (i) | Jannik Sinner     | 4–6, 4–6                |
| Перемога  | 9–8  | Чер 2025 | Stuttgart Open                                | ATP 250      | Трава      | Александр Зверєв  | 6–3, 7–6(7–0)           |
| Перемога  | 10–8 | Чер 2025 | Eastbourne Open, Велика Британія              | ATP 250      | Трава      | Дженсон Бруксбі   | 7–5, 6–1                |

### Парний розряд: 4 (4 поразки)
| Легенда                |
| ---------------------- |
| Grand Slam (0–0)       |
| ATP Фінали (0–0)       |
| ATP Masters 1000 (0–0) |
| ATP 500 (0–3)          |
| ATP 250 (0–1)          |

| Фінали за покриттям |
| ------------------- |
| Тверде (0–2)        |
| Ґрунт (0–0)         |
| Трава (0–2)         |

| Фінали за умовами |
| ----------------- |
| Під небом (0–3)   |
| У залі (0–1)      |

| Результат | В-П | Дата     | Турнір                                      | Tier    | Покриття   | Партнер           | Опоненти                                 | Рахунок               |
| --------- | --- | -------- | ------------------------------------------- | ------- | ---------- | ----------------- | ---------------------------------------- | --------------------- |
| Поразка   | 0–1 | Сер 2018 | Los Cabos Open, Мексика                     | ATP 250 | Тверде     | Танасі Коккінакіс | Марсело Аревало Мігель Ангел Реєс-Варела | 4–6, 4–6              |
| Поразка   | 0–2 | Жов 2019 | Swiss Indoors, Швейцарія                    | ATP 500 | Тверде (i) | Рейллі Опелка     | Жан-Жульєн Роєр Горія Текеу              | 5–7, 3–6              |
| Поразка   | 0–3 | Чер 2023 | Queen's Club Championships, Велика Британія | ATP 500 | Трава      | Їржі Легечка      | Іван Додіг Остін Крайчек                 | 4–6, 7–6(7–5), [3–10] |
| Поразка   | 0–4 | Чер 2024 | Queen's Club Championships, Велика Британія | ATP 500 | Трава      | Карен Хачанов     | Ніл Скупскі Майкл Вінус                  | 6–4, 6–7(5–7), [8–10] |